# Jesse Rutherford
Jesse James Rutherford (Newbury Park, California, Estados Unidos; 21 de agosto de 1991) es un cantante, rapero y actor estadounidense, conocido por ser el vocalista y líder de la banda The Neighbourhood.

## Carrera

### Inicios
Jesse participó en comerciales y concursos de talentos cuando era niño, llegando a personificar en algunos de ellos a Elvis Presley y N'Sync. Además, tuvo un pequeño papel como el personaje de Q'Ell en el episodio Marauders de la serie Star Trek: Enterprise.
En 2002, se suma a su participación en la película Siete días y una vida, donde interpretó a Tommy, hijo de Pete (Edward Burns). Ese mismo año es parte además de la película Ted Bundy, mientras que en 2003 actuó como extra en la película Dickie Roberts: Ex niño prodigio.

### Música
A principios de 2011, Jesse lanzó «Truth hurts, truth heals», su primer mixtape solista, donde demuestra sus habilidades como rapero, como lo hacía en simultáneo con The Good Boys, el dúo que integraba con Jez Dior. En agosto de ese mismo año, forma junto a los guitarristas Jeremy Freedman y Zach Abels, el baterista Bryan Sammis y el bajista Mikey Margott, The Neighbourhood.
En octubre de 2017, Rutherford publica en su cuenta oficial de YouTube su sencillo «Born to be Blonde».

## The Neighbourhood
A principios de 2012, la banda lanzó «Female Robbery» y «Sweater Weather», mientras que en mayo de ese año, dieron a conocer un EP autoeditado titulado I'm Sorry.... el primer EP fue producido por Justyn Pilbrow. I Love You. Fue lanzado el 23 de abril de 2013 y debutó en el número 39 en la lista álbumes Billboard 200. El 27 de junio de 2013 realizaron su primer sencillo «Sweater Weather» en Jimmy Kimmel Live.
«Sweater Weather» encabezó la lista Alternative Songs de Billboard a principios de junio de 2013, y romper los diez primeros en la lista de Billboard Heatseekers. Rolling Stone estreno I Love You. el 16 de abril en su página web, y lo describieron como «atmosférico». El video para el primer sencillo oficial de I Love You., «Sweater Weather», fue lanzado el 5 de marzo de 2013. La banda es conocida por sus imágenes en blanco y negro, como se ve en toda su música, obras de arte, y videos.
Los miembros de la banda eligieron el deletreo británico de «neighbourhood» en el consejo de su entrenador, con el fin de distinguirse de una banda que ya utilizan la palabra americana. En abril de 2014, The Neighbourhood lanzó el sencillo «Honest», tomado de la banda sonora de The Amazing Spider-Man 2: Rise of Electro (2014). Aproximadamente al mismo tiempo, los planes de banda en experimentar con un álbum mixtape titulado #000000 & #FFFFFF (los códigos de color HTML para Blanco y Negro), algo que muchos artistas de hip hop han hecho a lo largo de los años, y es el primero de su tipo para la banda y el género del rock en general. También en abril de 2014, se anunció a través de un tuit de la banda que «Sweater Weather» fue doble platino en los Estados Unidos.

## Discografía

### Albúms de Estudio
- «&» (2017)
- «GARAGEB&» (2019)

### Sencillos
- «Born To Be Blonde» (2017)
- «Drama» (2017)
- «Blame» (2017)
- «Nervous» (2018)
- «Too High» (2018)
- «Better To Lie» (2018)
- «Love Myself» (2019)
- «Tunnelovision» (2019)
- «Let U Know» (2019)
- «Louis» (2019)
- «Let U Know» (2019)

### EP
- «Joker & Rainbow» (2023)

### Albúms de Estudio
- «I Love You.» (2013)
- «Wiped Out!» (2015)
- The Neigbourhood (2018)
- Chip Chrome & The Mono-Tones (2020)

### EP
- «I'm Sorry...» (2012)
- «Thank You,» (2012)
- «The Love Collection» (2013)
- «Hard» (2017)
- «To Imagine» (2018)
- «ever changing» (2018)

### Mixtape
- «Truth hurts, truth heals» (2011)
- «#000000 & #FFFFFF» (2014)

### Sencillos
- «Female Robbery» (2012)
- «Sweater Weather» (2013)
- «Afraid» (2013)
- «Honest» (2014)
- «#icanteven» (2014)
- «R.I.P 2 My Youth» (2015)
- «The Beach» (2015)
- «Daddy Issues» (2016)
- «Scary Love» (2017)
- «Stuck With Me» (2017)

### Videos musicales
| Título            | Director                           |  |
| ----------------- | ---------------------------------- |  |
| Female Robbery    | (2012) Dirigido por ENDS           |  |
| Let it Go         | (2012) Dirigido por ENDS           |  |
| A Little Death    | (2012) Dirigido por ENDS           |  |
| Sweater Weather   | (2012) Dirigido por ENDS           |  |
| Afraid            | (2012) Dirigido por ENDS           |  |
| #icanteven        | (2015) Dirigido por Eif Rivera     |  |
| Dangerous         | (2015) Dirigido por Jake Janisse   |  |
| Warm              | (2015) Dirigido por Dexter Navy    |  |
| R.I.P. 2 My Youth | (2015) Dirigido por Hype Williams  |  |
| Daddy Issues      | (2016) Dirigido por Warren Kommers |  |
| Hard to Imagine   | (2018) Dirigido por Jack Begert    |  |
| Scary Love        | (2018) Dirigido por Tommy Wiseau   |  |